# Rozmierka (stacja kolejowa)
Rozmierka – stacja kolejowa w miejscowości Rozmierka, w województwie opolskim, w powiecie strzeleckim, w gminie Strzelce Opolskie, w Polsce.